# Donato Argüelles y Álvarez
Donato Argüelles y Álvarez fue un político Asturiano. Es conocido por haber sido alcalde de Oviedo entre 1887 y 1890 reinando España María Cristina de Habsburgo-Lorena.

## Reseña biográfica

### Alcalde de Oviedo
Elegida el 16 de junio de 1887, la corporación estaba compuesta por 31 concejales, de los cuales votaron 28 para la elección de siete Tenientes de Alcalde. Los Tenientes de Alcalde eran Manuel Díaz Argüelles, Gerardo Berjano Escobar, Antonio Landeta, Maximino Elvira, Alberto Rodríguez del Valle, Jose Laruelo González y Adolfo González Rúa. 
Entre los concejales que además eran síndicos se encontraban Oliverio Martínez Mier, Francisco Bailly y Bernaldo de Quirós y Aureliano Escotet.  
El resto de concejales incluía a Leopoldo Alas «Clarín», Rafael González Alegre, Pancracio Álvarez Llana, Policarpo Herrero Vázquez, José González y Rodríguez, Ramón Martínez Elorza, José Posada Huerta, Ramón Muñíz Fernández, Estanislao Suárez Soto, Justo Álvarez Aguirre, José Cima y García, Victoriano González Campomames, Hermógenes Feíto, Rafael PUmares, José Fernández Chon y Vicente Suárez Valdés. El secretario era Sindulfo García Tuñón.
Según el censo de 1887, en el concejo de Oviedo había una población de hecho de 42,633 habitantes y una población de derecho de 43,844.

### Urbanismo Ovetense
Gobernando el alcalde Donato Argüelles se llevó a cabo una importante labor urbanizadora de Oviedo, creando algunas de las principales calles de Oviedo en lo que hasta entonces habían sido huertas. 
En 1887 se dispuso denominar "Calle del 9 de Marzo" el camino urbanizado desde San Bernabé al Río de San Pedro en memoria del levantamiento de Oviedo y la Provincia de Oviedo en 1808 en el estallido de la Guerra de la Independencia Española.
También se bautizó la actual calle que comunica la Fábrica de Armas de la Vega con la Estación del Norte de Oviedo con el nombre de “General Elorza” en honor a Francisco Antonio Elorza y Aguirre, "asturiano adoptivo, reformador e impulsador de la industria siderúrgica" en la provincia "donde facilitó y extendió otros conocimientos y trabajos accesorios, contribuyendo con su iniciativa y enseñanza al fomento de la riqueza del país y a crear en él una población obrera". Este militar liberal e ingeniero guipuzcoano, había dirigido la Fábrica de armas de Trubia entre 1845 y 1867 y participó en el movimiento liberal durante el Trienio liberal.
Durante el mandato del Excmo Sr. Argüelles se creó la Calle Marqués de Pidal en honor a D. Pedro J. Pidal, primer Marqués de Pidal, ministro, embajador y presidente del Congreso. Se cambió el nombre de la "Calle de las Milicias" a Calle de "Posada Herrera" en nombre de José de Posada Herrera, presidente del Consejo de Ministros, del de Estado y del Congreso de los Diputados. También se creó la calle Regente Isidoro Gil de Jaz (Ahora Calle de Gil de Jaz) en honor al regente de la Audiencia, fundador del [Antiguo Hospicio de Oviedo]] "magistrado celosísimo del progreso de Asturias. También se honró al "sabio Ingeniero de minas, asturiano adoptivo, Guillermo Schulz.
Se creó la nueva calle del Marqués de Santa Cruz de Marcenado en honor a Álvaro Navia Osorio y Vigil, "coronel del antiguo regimiento de Asturias, heroico general muerto en la defensa de Orán". También se creó la calle Conde Toreno para recordar a los "patricios asturianos que con aquél titulo nobiliario tenían el de Alférez mayor del Principado": los condes 5º y 7º de Toreno: Joaquín José Queipo de Llano y Quiñones "iniciador de los modernos estudios naturales de Asturias y promotor de la Sociedad Económica de Amigos del País" y su nieto José María Queipo de Llano. 
Se acordó crear la Travesía del Cónsul para "comunicar la calle del Rosal y Fontán con el mercado del 19 de octubre en honor a Juan Nepomuceno Cónsul y García de Villar. Este militar ovetense se unió a los héroes del Dos de Mayo habiéndole sorprendido la invasión napoleónica en Madrid. Después de salir disfrazado de Madrid, se unió a Palafox en Zaragoza donde fue ascendido al rango de Coronel.
A petición de la Asociación Asturiana de Ciencias Médicas se bautizó con el nombre de Casal en honor al Doctor Gaspar Casal a la calle que comunica la Calle Uría con la actual Calle Nueve de Mayo (antes Calle Portugalete).

### Distinciones y condecoraciones
Españolas
- Gran Cruz de la Orden de Isabel la Católica[2]